# 2141 Simferopol
A 2141 Simferopol (ideiglenes jelöléssel 1970 QC1) a Naprendszer kisbolygóövében található aszteroida. Tamara Mihajlovna Szmirnova fedezte fel 1970. augusztus 30-án. Az ukrajnai Szimferopol városáról nevezték el.